# Асуни, Никола
Никола Асуни (итал. Nicola Asuni; род. 4 января 1973, Кальяри) — итальянский легкоатлет, специалист по бегу на короткие дистанции. Выступал за сборную Италии по лёгкой атлетике в конце 1990-х годов, победитель Кубка Европы, чемпион Средиземноморских игр, победитель и призёр первенств национального значения.

## Биография
Никола Асуни родился 4 января 1973 года в городе Кальяри, Сардиния.
Наивысших успехов в лёгкой атлетике добился в сезоне 1997 года, когда сначала на соревнованиях в Чезенатико установил личный рекорд в беге на 100 метров (10,36), а затем на турнире в Милане показал свой лучший результат в беге на 200 метров (20,99). Попав в основной состав итальянской национальной сборной, выступил на домашних Средиземномрских играх в Бари, где вместе с соотечественниками Джованни Пуджони, Анджело Чиполлони и Сандро Флорисом превзошёл всех соперников в программе эстафеты 4 × 100 метров и завоевал золотую медаль. Позднее с теми же партнёрами выиграл эстафету на Кубке Европы в Мюнхене.
В 1998 году стал чемпионом Италии в эстафете 4 × 100 метров.
В 1999 году бежал 60 и 200 метров на чемпионате Италии в помещении в Генуе.
Завершил спортивную карьеру по окончании сезона 2000 года.